# MANOMA
MANOMA（マノマ）は、ソニーネットワークコミュニケーションズ株式会社が提供するスマートホームサービス。

## 概要
「セキュリティ」、「オートメーション」、「見守り」に家事代行などの「家ナカサービス」を加えた、ライフスタイルに新たな体験価値を提供するスマートホームサービスとして、2018年10月10日に発表された。「MANOMA」の名称は、人の過ごす「空間」、人の過ごす「時間」、人の行動の「行間」など、さまざまな「間」を掛け合わせた「間の間＝マノマ」に由来している。

## 沿革
- 2018年10月10日、受付を開始し同月23日にサービス提供開始[2]。
- 2019年3月1日、生活支援サービス事業者4社（株式会社ダスキン、株式会社ベアーズ、HITOWAライフパートナー株式会社、株式会社ホスピタリティー＆パートナーズ）と連携し、リモート施錠管理機能「MANOMA Entrance」 の提供を開始[3]。
- 2019年6月15日、生活支援サービス事業者「マイシェフ株式会社」と連携。
- 2019年10月18日、「MANOMAアプリ」のユーザーインターフェースを全面的にリニューアルし、ユーザーへの提供を開始した[4]。

## 特徴
ソニーのIoTデバイスとスマートフォンのアプリを連動させることで、暮らしの安全性と利便性を高め、日常生活に新しい体験価値を提供することを目的としている。提供機器は、AIホームゲートウェイ、室内コミュニケーションカメラ、開閉センサー、Qrio Smart Tag、Qrio Lock、Qrio Hub。
- ソニーが独自開発したAIホームゲートウェイは、様々な通信規格（Wi-Fi、Bluetooth、Z-Wave Plus）に対応し、スピーカー・マイク機能やLTE通信接続機能に加え、Amazonが提供するクラウドベースの音声サービスAmazon Alexaが搭載されている。機器と連携し、アプリや音声でコントロールすることや、AIホームゲートウェイ自体をWi-Fiルーターとして利用することも可能となっている。
- ソニーが独自開発した室内コミュニケーションカメラは、カメラを物理的に遮断するプライバシーレンズカバーを搭載し、在宅状況やプライバシー設定に応じてレンズカバーの自動開閉ができるようになっている。人感センサーには、ソニー製のCMOSイメージセンサ「IMX225」を採用し、暗所でも鮮明な映像撮影を特徴としている[注 1]。スピーカー・マイク機能を利用することで、アプリから自宅内の様子を映像で確認しながらリアルタイムに会話ができる。
- 「MANOMA Entrance」では、独自の解錠アルゴリズムにより遠隔地から安全に玄関扉を解施錠できる仕組みを整えている。これにより、不在時でも家事代行などの家ナカサービスを安心して受けることが可能。

## 通信速度
nuroモバイル Home Wi-Fi (M) サービスにより、AIホームゲートウェイを使用した場合の通信速度は最大370Mbps（使用するエリアやユーザーの端末機器の性能、その他の環境により、速度が異なる場合がある）。